# 트라조돈

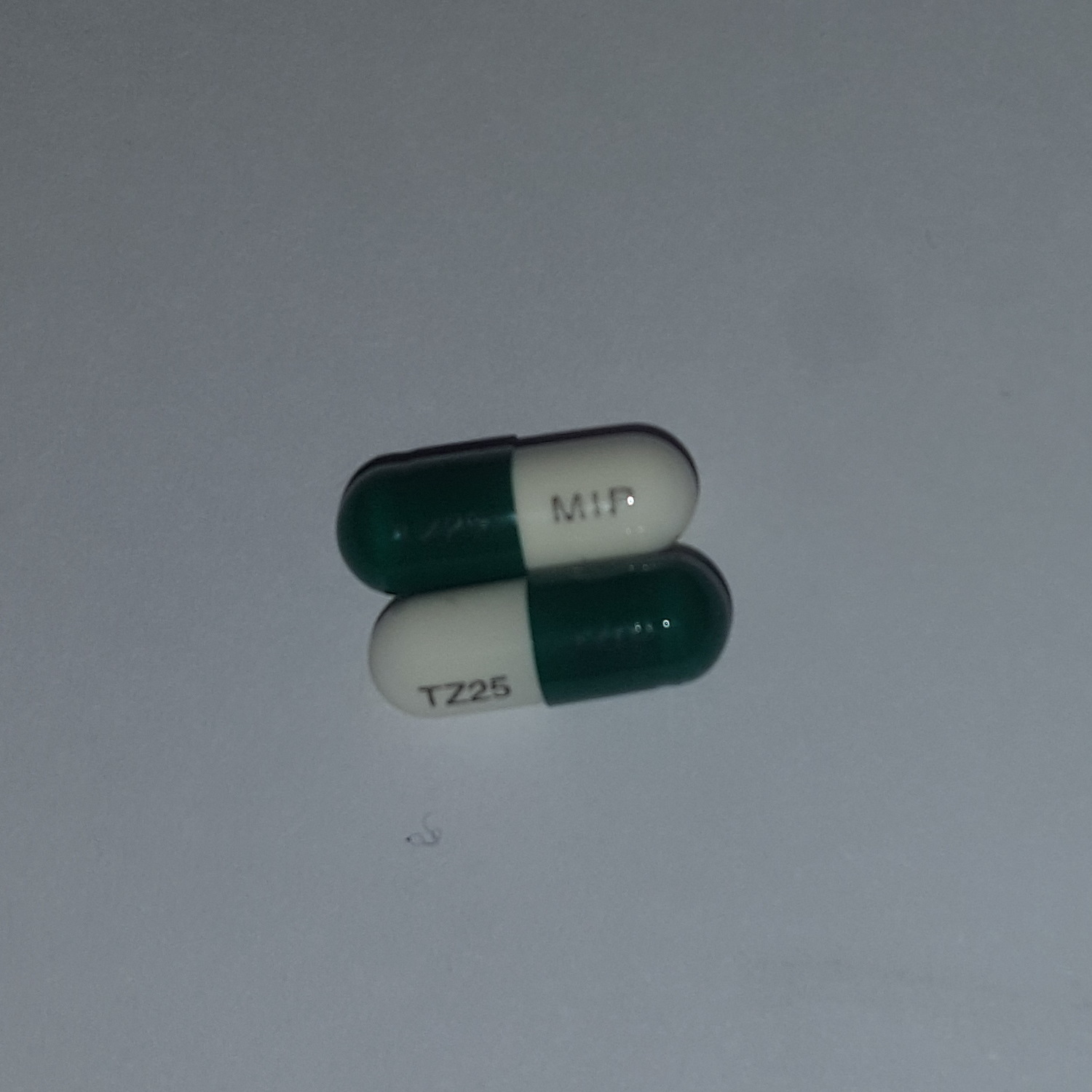
명인트라조돈캡슐 25mg (명인제약)

트라조돈(Trazodone)은 SARI(세로토닌 길항제 및 재흡수 억제제) 계열에 속하는 항우울제이다.
국내에선 국제약품의 '트리티코'를 비롯한, 명인제약의 '명인트라조돈'이라는 상품명으로 발매되고 있다.

## 작용 기전
트라조돈은 SARI(세로토닌 길항제 및 재흡수 억제제) 계열에 속하는 항우울제로서, 기존 삼환계 항우울제와는 달리, 신경전달물질을 교정하는 효과가 있어 우울증 치료를 하는데 사용된다. 5HT2A 수용체의 강력한 길항제이며 세로토닌 재흡수를 선택적으로 억제하는 효과도 있지만, 노르아드레날린의 재흡수를 차단시키지 않은 작용 기전을 가지기 때문에, 항우울 뿐만 아니라, 항불안, 수면 유지가 곤란한 불면증 치료 효과도 나타낼 뿐만 아니라, 항콜린작용 없이 간과 심장 독성을 나타내지 않는 노인 환자에게 특히 내약성이 안전한 제제이므로, 의존성 없이, 장기적으로 복용이 가능하다.

## 적응증
- 주요 우울장애의 치료
  - 단, 벤조디아제핀계열의 중추 신경 용제는 의존성 등 오남용의 우려가 있는 향정신성의약품으로 엄연히 분류되기 때문에, 수면 유지가 곤란한 불면증 치료용으로 사용되는 경우가 많다.

## 종류
- 캡슐
  - 환인트라조돈캡슐(환인제약)/명인트라조돈캡슐(명인제약) : 25mg
- 정제
  - 트리티코(국제약품)/명인트라조돈염산염정(명인제약) 25/50mg